# Stephen Wolff
Stephen Wolff é um dos diversos "pais" da Internet. A ele é creditado principalmente em tornar a Internet originalmente um projeto governamental em algo direcionado a interesses tanto no âmbito do conhecimento como comercial.
Em 2002 foi premiado pela Internet Society com o Prêmio Postel.